# Siaugues-Sainte-Marie
Siaugues-Sainte-Marie é uma comuna francesa na região administrativa de Auvérnia-Ródano-Alpes, no departamento de Alto Loire. Estende-se por uma área de 39,62 km². Em 2010 a comuna tinha 815 habitantes (densidade: 20,6 hab./km²).